# 戦極G!杯
戦極G!杯（せんごくゴールドカップ）は、戦極が次世代のファイターの発掘および若手選手育成のために開催された大会である。

## 概要
バンタム級（60kg以下）、フェザー級（65kg以下）、ライト級（70kg以下）各階級4名の選手によるトーナメント戦が開催された。
準決勝は2009年6月に報道陣および観客なしの道場マッチ（プロ戦績には含まれない非公式戦）で行われ、決勝は2009年8月に開催された戦極 〜第九陣〜のオープニングファイトとして行われた。バンタム級は小森亮介、フェザー級は大澤茂樹、ライト級は臼田育男がそれぞれ優勝した。大会の模様は、テレビ東京『最強格闘技・戦極G!』内で放送された。
2009年7月23日には、韓国・ソウルで『戦極G!杯 韓国大会』が開催され、3階級で王者が決定した。
2009年9月23日、戦極 〜第十陣〜のオープニングファイトで日本王者 vs. 韓国王者の対抗戦が行なわれ、2勝1敗で日本が勝ち越した。

## 戦極G!杯

### 準決勝
2009年6月、P's LAB横浜

#### 試合結果
戦極G!杯 バンタム級 準決勝 5分2R
○  小森亮介 vs.  竹中慎 ×
1R 2:06 ヒールホールド
※小森が決勝進出。
戦極G!杯 バンタム級 準決勝 5分2R
○  沼尻健 vs.  遠藤大翼 ×
1R 0:54 スピニングチョーク
※沼尻が決勝進出。
戦極G!杯 フェザー級 準決勝 5分2R
○  大澤茂樹 vs.  岸貴之 ×
2R終了 判定3-0
※大澤が決勝進出。
戦極G!杯 フェザー級 準決勝 5分2R
○  原井徹 vs.  山内慎人 ×
2R終了 判定2-1
※原井が決勝進出。
戦極G!杯 ライト級 準決勝 5分2R
○  安藤晃司 vs.  丸山航平 ×
1R 4:20 TKO（レフェリーストップ：スタンドパンチ）
※安藤が決勝進出。
戦極G!杯 ライト級 準決勝 5分2R
○  臼田育男 vs.  岡澤弘太 ×
2R 4:08 TKO（レフェリーストップ：グラウンドの膝蹴り）
※臼田が決勝進出。

### 決勝

#### 試合結果
戦極G!杯 バンタム級 決勝戦 5分2R
○  小森亮介 vs.  沼尻健 ×
1R 3:25 KO（左フック）
※小森が戦極G!杯バンタム級 優勝。
戦極G!杯 フェザー級 決勝戦 5分2R
○  大澤茂樹 vs.  原井徹 ×
1R 4:24 TKO（レフェリーストップ：右ストレート→パウンド）
※大澤が戦極G!杯フェザー級 優勝。
戦極G!杯 ライト級 決勝戦 5分2R
○  臼田育男 vs.  安藤晃司 ×
2R終了 判定3-0（20-19、20-19、20-20※臼田優勢）
※臼田が戦極G!杯ライト級 優勝。

### トーナメント表

#### バンタム級
|  | 準決勝 道場マッチ | 準決勝 道場マッチ |  |          | 決勝 戦極 〜第九陣〜 | 決勝 戦極 〜第九陣〜 |
|  |                   |                   |  |          |                      |                      |
|  |                   |                   |  |          |                      |                      |
|  | 小森亮介          | 一本              |  |          |                      |                      |
|  | 竹中慎            |                   |  | 小森亮介 | KO                   |                      |
|  |                   |                   |  | 沼尻健   |                      |                      |
|  | 沼尻健            | 一本              |  |          |                      |                      |
|  | 遠藤大翼          |                   |  |          |                      |                      |

#### フェザー級
|  | 準決勝 道場マッチ | 準決勝 道場マッチ |  |          | 決勝 戦極 〜第九陣〜 | 決勝 戦極 〜第九陣〜 |
|  |                   |                   |  |          |                      |                      |
|  |                   |                   |  |          |                      |                      |
|  | 大澤茂樹          | 判定              |  |          |                      |                      |
|  | 岸貴之            |                   |  | 大澤茂樹 | TKO                  |                      |
|  |                   |                   |  | 原井徹   |                      |                      |
|  | 原井徹            | 判定              |  |          |                      |                      |
|  | 山内慎人          |                   |  |          |                      |                      |

#### ライト級
|  | 準決勝 道場マッチ | 準決勝 道場マッチ |  |          | 決勝 戦極 〜第九陣〜 | 決勝 戦極 〜第九陣〜 |
|  |                   |                   |  |          |                      |                      |
|  |                   |                   |  |          |                      |                      |
|  | 安藤晃司          | TKO               |  |          |                      |                      |
|  | 丸山航平          |                   |  | 安藤晃司 |                      |                      |
|  |                   |                   |  | 臼田育男 | 判定                 |                      |
|  | 臼田育男          | TKO               |  |          |                      |                      |
|  | 岡澤弘太          |                   |  |          |                      |                      |

## 戦極G!杯 韓国大会
2009年7月23日、バンタム級（60kg以下）、フェザー級（65kg以下）各4人、ライト級（70kg以下）2人の選手によるトーナメント戦が開催された。
日本での戦極G!杯に出場した岸貴之も日本から参戦した。バンタム級はチョ・ナンジン、フェザー級はキム・ギヒョン、ライト級はベク・ウヒョンがそれぞれ優勝した。大会の模様は、テレビ東京『最強格闘技・戦極G!』内で放送された。

### 1回戦

#### 試合結果
戦極G!杯 韓国大会 バンタム級 1回戦 5分2R
○  ソ・ジェヒョン vs.  イ・キルウー ×
1R 1:52 チョークスリーパー
※ジェヒョンが決勝進出。
戦極G!杯 韓国大会 バンタム級 1回戦 5分2R
○  チョ・ナンジン vs.  ガン・シンヒョク ×
1R 0:29 TKO（レフェリーストップ：肩の負傷）
※ナンジンが決勝進出。
戦極G!杯 韓国大会 フェザー級 1回戦 5分2R
○  キム・ギヒョン vs.  ユン・ソンフン ×
1R 0:45 腕ひしぎ十字固め
※ギヒョンが決勝進出。
戦極G!杯 韓国大会 フェザー級 1回戦 5分2R
○  キム・ジンヒョン vs.  岸貴之 ×
1R 2:50 KO（右フック）
※ジンヒョンが決勝進出。

### 決勝

#### 試合結果
戦極G!杯 韓国大会 バンタム級 決勝戦 5分2R
○  チョ・ナンジン vs.  ソ・ジェヒョン ×
2R 2:06 TKO（レフェリーストップ：踏みつけ）
※ナンジンが戦極G!杯韓国大会バンタム級 優勝。
戦極G!杯 韓国大会 フェザー級 決勝戦 5分2R
○  キム・ギヒョン vs.  キム・ジンヒョン ×
1R 4:38 TKO（レフェリーストップ：タオル投入）
※ギヒョンが戦極G!杯韓国大会フェザー級 優勝。
戦極G!杯 韓国大会 ライト級 決勝戦 5分2R
○  ベク・ウヒョン vs.  パク・チェルヒョン ×
1R 1:13 チョークスリーパー
※ウヒョンが戦極G!杯韓国大会ライト級 優勝。

### トーナメント表

#### バンタム級
|  | 準決勝           | 準決勝 |  |                | 決勝 | 決勝 |
|  |                  |        |  |                |      |      |
|  |                  |        |  |                |      |      |
|  | ソ・ジェヒョン   | 一本   |  |                |      |      |
|  | イ・キルウー     |        |  | ソ・ジェヒョン |      |      |
|  |                  |        |  | チョ・ナンジン | TKO  |      |
|  | チョ・ナンジン   | TKO    |  |                |      |      |
|  | ガン・シンヒョク |        |  |                |      |      |

#### フェザー級
|  | 準決勝           | 準決勝 |  |                  | 決勝 | 決勝 |
|  |                  |        |  |                  |      |      |
|  |                  |        |  |                  |      |      |
|  | キム・ギヒョン   | 一本   |  |                  |      |      |
|  | ユン・ソンフン   |        |  | キム・ギヒョン   | TKO  |      |
|  |                  |        |  | キム・ジンヒョン |      |      |
|  | キム・ジンヒョン | KO     |  |                  |      |      |
|  | 岸貴之           |        |  |                  |      |      |

#### ライト級
|  | 決勝               |      |
|  |                    |      |
|  |                    |      |
|  |                    |      |
|  | ベク・ウヒョン     | 一本 |
|  | ベク・ウヒョン     | 一本 |
|  | パク・チェルヒョン |      |
|  |                    |      |